# Musca confluo
Musca confluo är en tvåvingeart som beskrevs av Harris 1780. Musca confluo ingår i släktet Musca, ordningen tvåvingar, klassen egentliga insekter, fylumet leddjur och riket djur. Inga underarter finns listade i Catalogue of Life.